# Jelszanka (stacja szybkiego tramwaju)
Jelszanka – podziemna stacja końcowa linii ST2 szybkiego tramwaju w Wołgogradzie, w Rosji. Poprzednią stacją na linii ST2 jest TJuZ.

## Historia
Projekt stacji powstał w instytucie Charkowmietroprojekt w latach 1988–1989. Stację uruchomiono 1 grudnia 2011 r. w ramach zakończenia drugiego etapu budowy systemu szybkiego tramwaju w Wołgogradzie. W uroczystym otwarciu uczestniczyli wicepremier Wiktor Zubkow, gubernator Anatolij Browko i dyrektor generalny Mietroelektrotransu Nikołaj Żukow.

## Konstrukcja
Część nadziemna, hol i perony przypominają pod względem konstrukcyjnym nadziemną stację Pionierskaja, różnią się jednak znacznie od niej pod względem architektonicznym.
Stacja położona jest na prawym zboczu rzeki Jelszanki w historycznej części miasta Dolna Jelszanka. Nieopodal znajduje się stacja kolejowa o takiej samej nazwie. Wyjście z południowego holu prowadzi na nowy peron kolejowy, na którym istnieje możliwość przesiadki do pociągów kursujących w kierunku południowym.